# Jordan River
Jordan River (Corigliano-Rossano, 20 febbraio 1976) è un regista italiano.
È considerato uno dei pionieri in Italia del cinema tridimensionale, di cui è stato anche docente all'Università del cinema di Roma.

## Biografia
Nel 2012 realizza Apollineum 3D (2012), primo documentario italiano 3D. È autore di varie pubblicazioni sull'argomento, quali 3D Stereoscopico (2012) e Comunicare in 3D (2014). Ha inoltre prodotto e diretto Goth-Amok: Gamebook Adventure (2015).
Tra i suoi lavori principali si ricordano i documentari Le origini della cinematografia (2017), Caravaggio, la potenza della luce (2018), Stonehenge, il tempio dei druidi (2019), Dance - The Audition (2019).
Nel 2020 ha ultimato il documentario Artemisia Gentileschi, pittrice guerriera, distribuito il 25 novembre 2020 e per il quale ha ricevuto diversi premi, tra cui il Best Feature Docudrama al Global Nonviolent Film Festival 2020, il premio European Cinematography 2020, una nomination ai David di Donatello 2021. Il film è stato inoltre selezionato per essere presentato alla XVII edizione del Festival dei diritti umani (Human Rights Film Festival) di Barcellona.
Nel 2024 dirige il lungometraggio Il monaco che vinse l'Apocalisse, ispirato alla figura di Gioacchino da Fiore.

## Filmografia (parziale)
- Apollineum (2012)
- Hollywood Italian Lifestyle (2015)
- Goth-Amok - Gamebook Adventure (2015)
- Le origini della cinematografia (2017)
- Stonehenge, il tempio dei druidi (2018)
- Caravaggio, la potenza della luce (2018)
- Dance - The Audition (2019)
- Artemisia Gentileschi, pittrice guerriera (2020)
- Il monaco che vinse l'Apocalisse (2024)

## Riconoscimenti
- Terra di Siena International Film Festival
  - 2018 - Migliore documentario per Caravaggio, la potenza della luce
- Premio Silver Screen Award Feature Competition
  - 2018 - Silver Screen Award Feature Competition al Nevada International Film Festival 2018 per Le origini della cinematografia
- Premio Golden Award Winner International Screen Awards
  - 2019 - Golden Award Winner International Screen Awards per Stonehenge - Il tempio dei druidi
- European Cinematography Awards
  - 2020 - Winner Cinematography Award 2020
- Best Feature Docudrama
  - 2020 - Best Feature Docudrama al Global Nonviolent Film Festival 2020 per Artemisia Gentileschi, pittrice guerriera
  - 2024 Best Historical Screenplay per Il Monaco che vinse  l'apocalisse